# St. Ludwig (Ludwigshafen am Rhein)

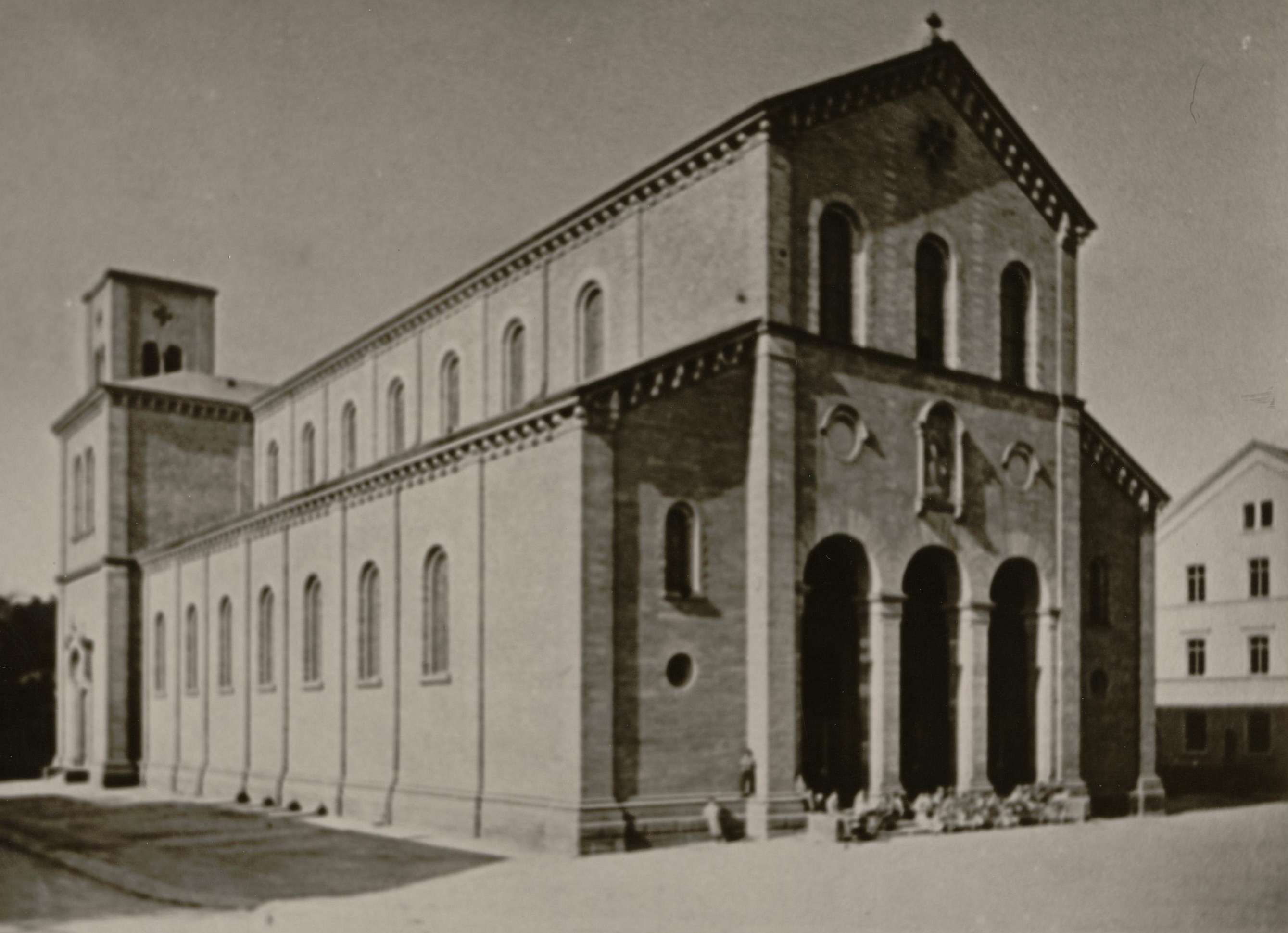
Kirche St. Ludwig (um 1870)

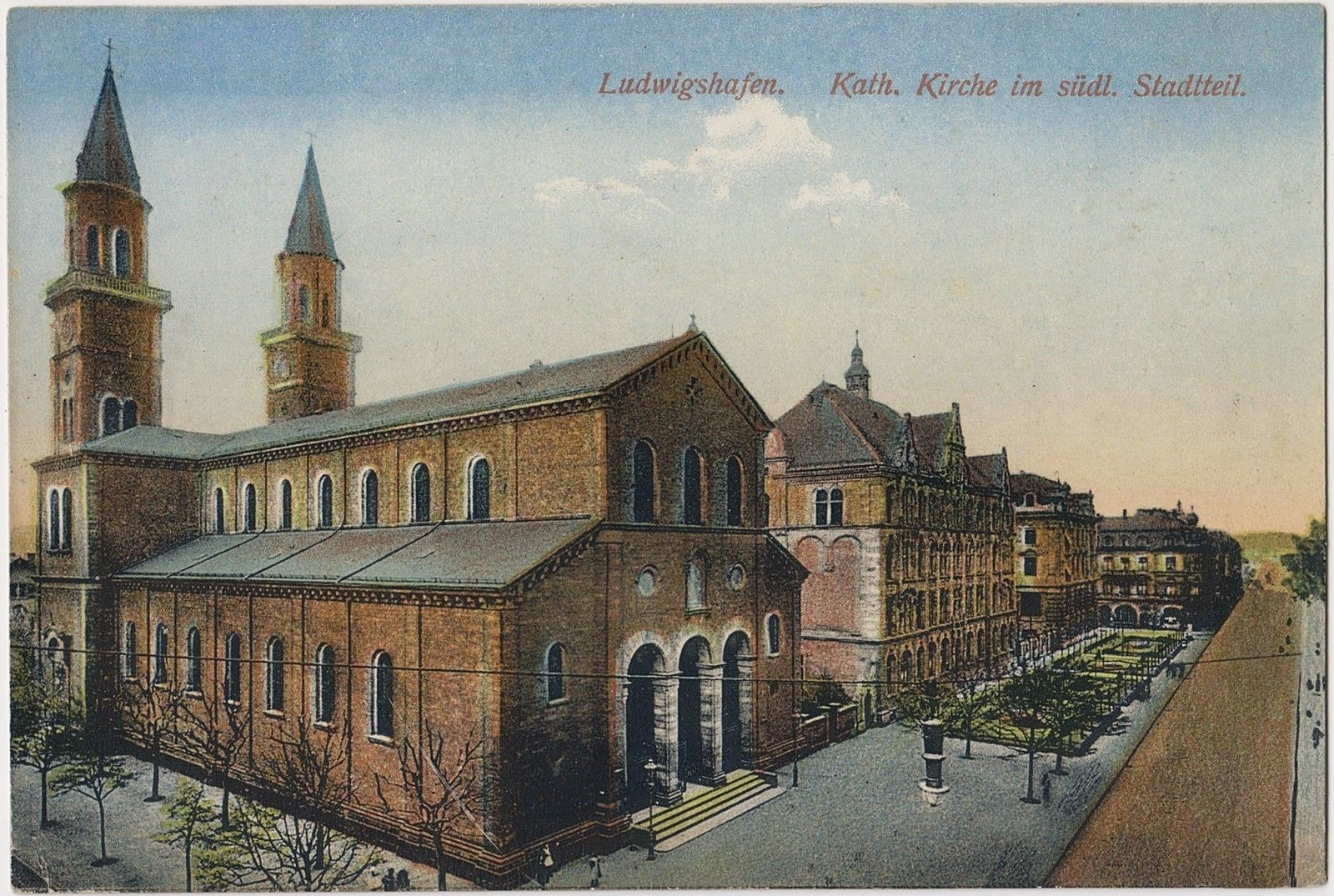
Ludwigskirche (um 1905)

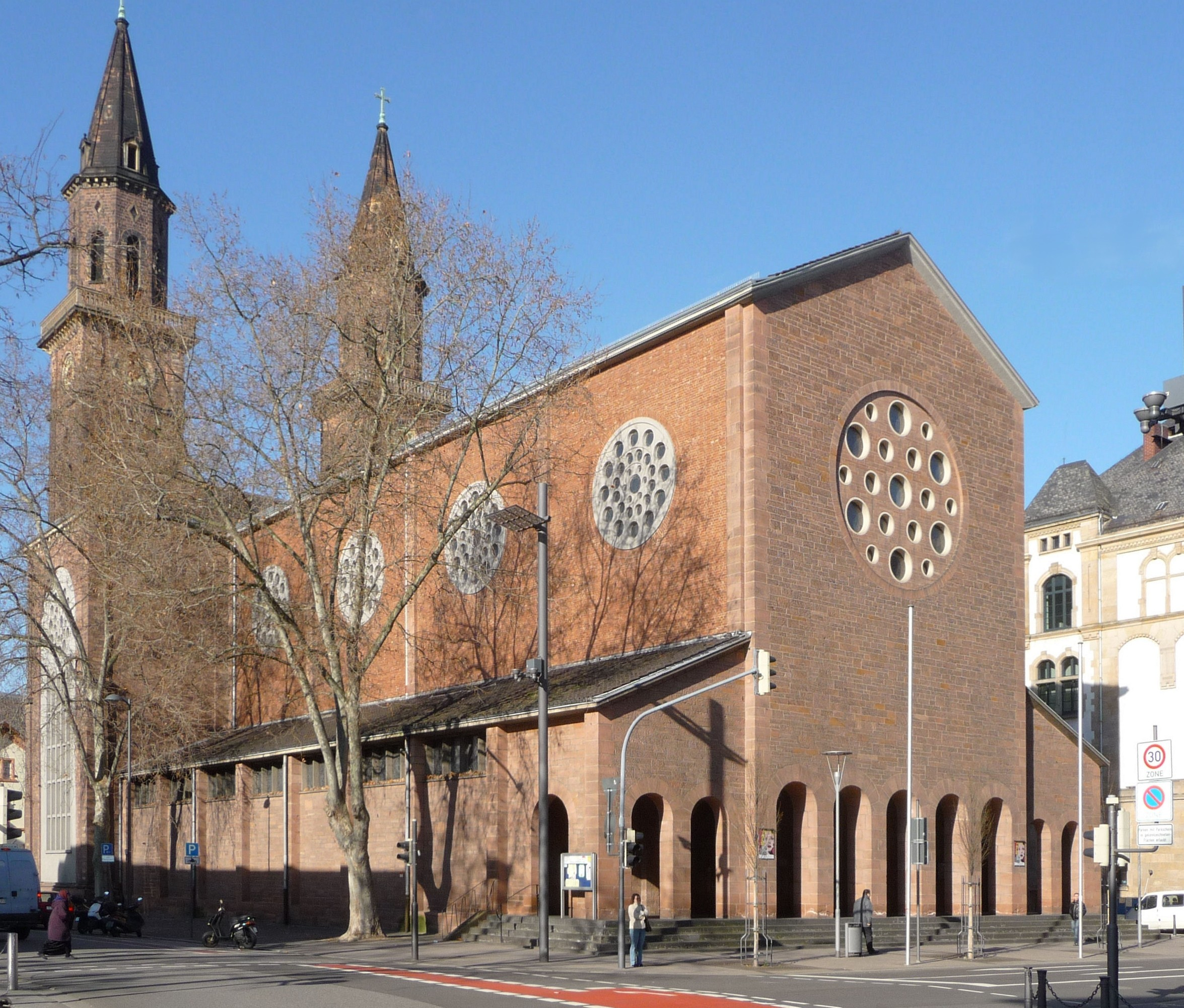
Kirche St. Ludwig (2009)

Die Kirche St. Ludwig ist der älteste römisch-katholische Kirchenbau der Stadt Ludwigshafen am Rhein.

## Geschichte
Die Pfarrei St. Ludwig wurde durch königliches Dekret vom 17. August 1857 errichtet, nachdem schon seit 1852 regelmäßige katholische Gottesdienste in angemieteten Räumen und dann in der 1854 erbauten Simultankirche (der späteren Synagoge) stattfanden. Initiator für den Bau der Ludwigskirche war der Direktor der Pfälzischen Eisenbahnen, Albert von Jäger (1814–1887), der auch als Verwaltungsrats-Vorsitzender der neuen Pfarrgemeinde fungierte.
Am 5. Juni 1858 konnte durch den Speyerer Bischof Nikolaus von Weis, in Anwesenheit König Ludwig I. von Bayern, auf dem Bauplatz an der Ecke Bismarckplatz / Wredestraße der Grundstein zum Bau der Kirche gelegt werden. Es handelte sich um eine neuromanische dreischiffige Basilika mit Atrium und Transsept nach Plänen des Architekten und großherzoglich badischen Baudirektors Heinrich Hübsch. Vorbild war die Basilica di San Lorenzo in Florenz. Die Bauausführung übernahm der Ludwigshafener Baumeister Joseph Hoffmann. Am 28. August 1862 erfolgte die Weihe, wieder durch Bischof von Weis, im Beisein König Ludwig I. und seiner Tochter Prinzessin Hildegard. Da der König große Summen zur Errichtung der Kirche gespendet hatte, wählte man aus Dankbarkeit das Patrozinium St. Ludwig. Erst 1883 waren die beiden den Chorraum flankierenden Türme vollendet. Das Haupt- und die beiden Seitenschiffe wurden getrennt von je 6 mächtigen Säulen aus Untersberger Marmor, einem Geschenk König Ludwig I. Der Innenraum war freskiert, die Bilder stammten von Alois Süßmayr (1825–1885), einem Schüler Johann von Schraudolphs, die Ornamentmalerei von Joseph Schwarzmann.
Im Zweiten Weltkrieg wurde die Ludwigskirche, am 5. Januar 1945 von einer Luftmine getroffen; Fassade und Kirchenschiff waren vernichtet. Stadtpfarrer Prälat Martin Walzer ließ die Ruine sichern, eine Notkirche errichten und das künstlerisch wertvolle Gotteshaus wieder aufbauen. Die Bauarbeiten dauerten von 1949 bis 1954; am 22. August 1954 konnte die Neu-Konsekration durch Bischof Isidor Markus Emanuel erfolgen. Für das Land Rheinland-Pfalz nahm Staatsminister Dr. Hanns Haberer an der Kirchweihe teil, für den Freistaat Bayern Ministerialdirigent Fritz Baer. Die Chorseite mit den Türmen ist noch weitgehend original erhalten, der Rest wurde auf dem alten Grundriss in vereinfachter Form erneuert. Die beiden Türme bilden heute eines der Wahrzeichen von Ludwigshafen.
Bei einer Renovierung wurde das Innere 1976/77 durch Walter Klumpp (Architekt) und Emil Wachter (künstlerische Gestaltung) neu gestaltet. Der Altar war bereits 1954 in die Vierung, an den Schnittpunkt von Langhaus und Querschiff vorgezogen worden. Nun wurde ein neuer Zelebrationsaltar errichtet und der Raum in der Apsis für Werktagsmessen und besondere Gottesdienste abgetrennt. Zu den wesentlichen Ausstattungsstücken gehören seither die Glasfenster und Betonreliefs im Chorraum.
Lediglich der Taufstein und eine große Mondsichelmadonna stammen noch aus der alten Ludwigskirche. Letztere überstand die Bombardierung unbeschadet und war Teil eines 1864 von dem königlichen Postverwalter, Freiherr Otto von Stengel gestifteten Marienaltars. Der zerbrochene Taufstein konnte wieder zusammengefügt werden.

## Glocken
Die beiden 55 m hohen Türme tragen ein sechsstimmiges Geläute mit der Schlagtonfolge des′-f′-as′-b′-des″-as″. Alle Glocken hängen in historischen Eisenglockenstühlen, die beiden großen Glocken befinden sich im Südturm, die übrigen Glocken im Nordturm.
Die kleine historische Andreas-Hamm-Glocke von 1854 ist normalerweise nicht Bestandteil des Vollgeläutes und läutet sonst solistisch bei Taufen.

## Orgel

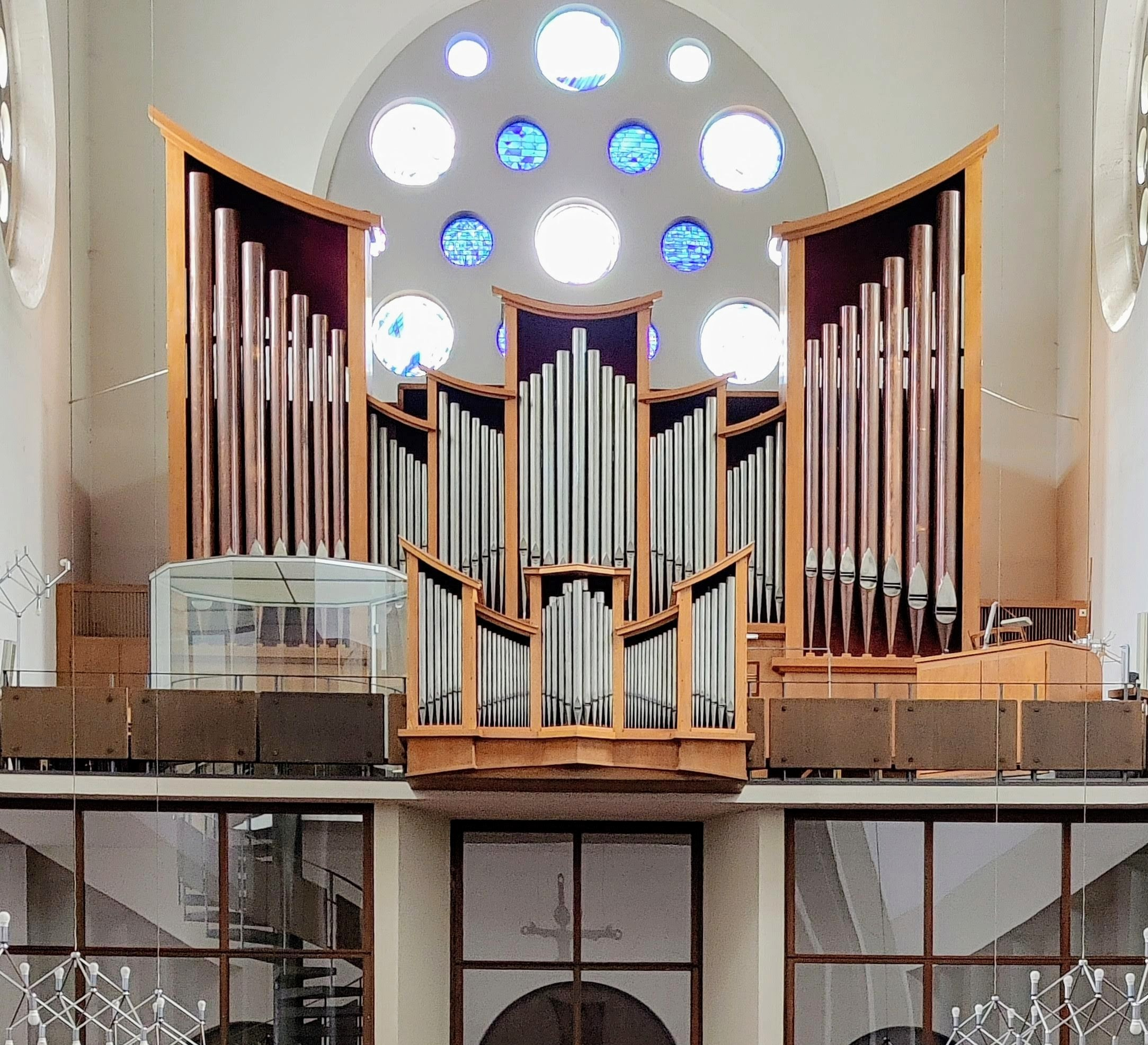
Blick auf die Orgelempore

Im Jahr 1876 baute E.F. Walcker & Cie. eine Orgel mit 35 Registern für die St.-Ludwig-Kirche (op. 310). Diese Vorgängerorgel wurde bei dem Luftminenangriff ebenfalls zerstört. Als Ersatz baute Gebr. Späth Orgelbau im Jahr 1957 die heutige Orgel (op. 639). Sie verfügt über 41 Register auf drei Manualen und Pedal. Die Disposition lautet:
| I Hauptwerk C–g3 |        |
| Gedacktpommer    | 016′   |
| Prinzipal        | 08′    |
| Holzgedackt      | 08′    |
| Oktave           | 04′    |
| Rohrflöte        | 04′    |
| Nazard           | 02 ⁄3′ |
| Oktave           | 02′    |
| Mixtur IV–VI     | 02′    |
| Scharff IV       | 01′    |
| Fagott           | 016′   |
| Trompete         | 08′    |
| Clarine          | 04′    |

| II Rückpositiv C–g3 |       |
| Quintade            | 16′   |
| Nachthorn           | 08′   |
| Dolkan              | 04′   |
| Prinzipal           | 02′   |
| Sifflöte            | 01′   |
| Terzian III         |       |
| Cymbel IV           | 01⁄2′ |
| Musette             | 08′   |
| Tremulant           |       |

| III Oberwerk C–g3 |         |
| Offenflöte        | 08′     |
| Salicional        | 08′     |
| Prinzipal         | 04′     |
| Kleingedackt      | 04′     |
| Blockflöte        | 02′     |
| Quint             | 01 ⁄3   |
| Sesquialter II    | 01 3⁄5′ |
| Kleinmixtur IV    | 01′     |
| Dulzian           | 16′     |
| Oboe              | 08′     |
| Rohrschalmey      | 04′     |
| Tremulant         |         |

| Pedal C–f1    |        |
| Prinzipalbass | 16′    |
| Subbass       | 16′    |
| Zartbass      | 16′    |
| Oktavbass     | 08′    |
| Gedacktbass   | 08′    |
| Choralbass    | 04′    |
| Sopran        | 02′    |
| Rauschbass IV | 02 ⁄3′ |
| Posaune       | 16′    |
| Trompete      | 08′    |

Die Spiel- und Registertraktur sind elektrisch. Die Windladen sind als Schleifladen ausgeführt.
- Koppeln: II/I, III/I, III/II, I/P, II/P, III/P

## Galerie

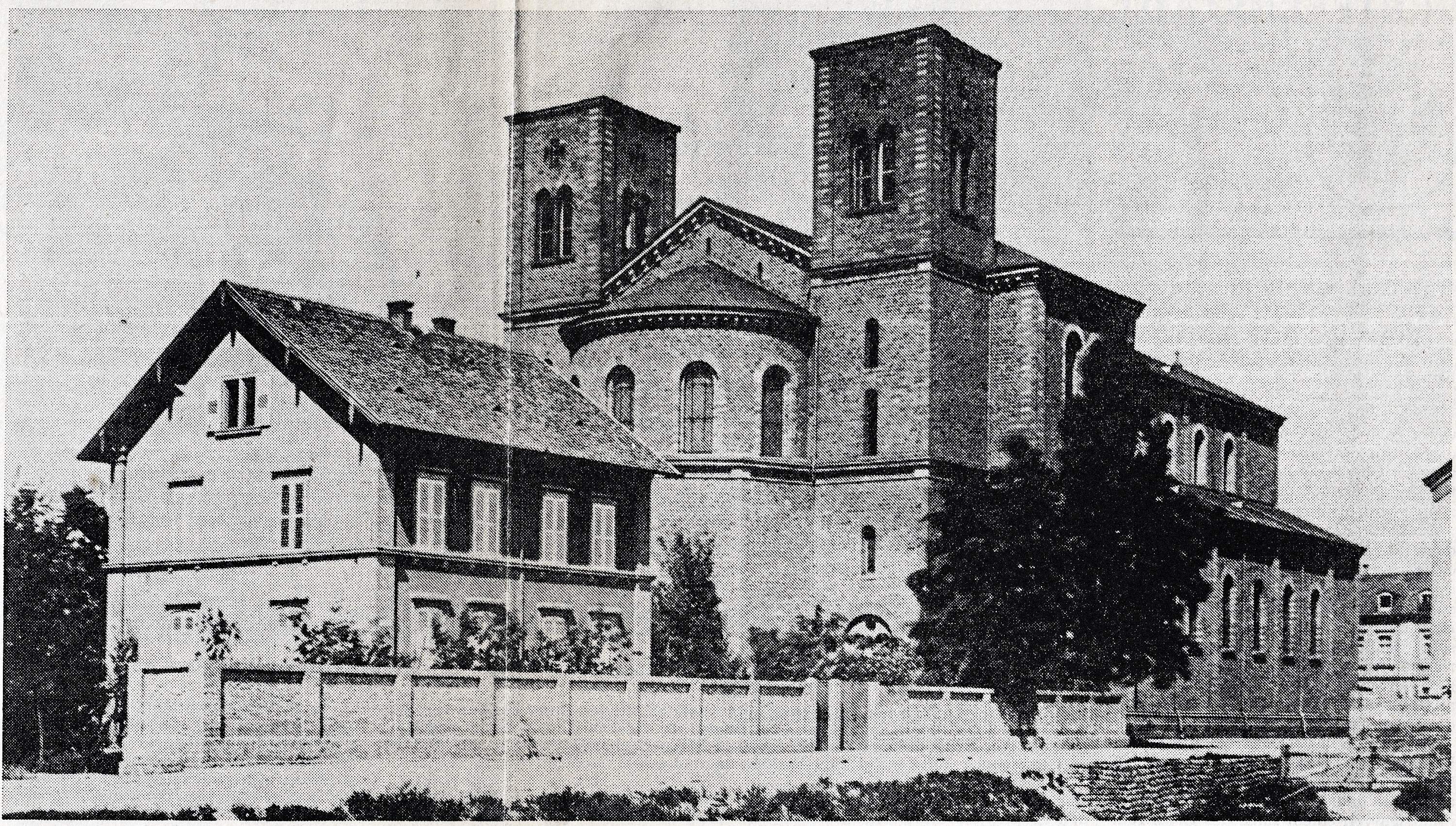
St. Ludwig, um 1880
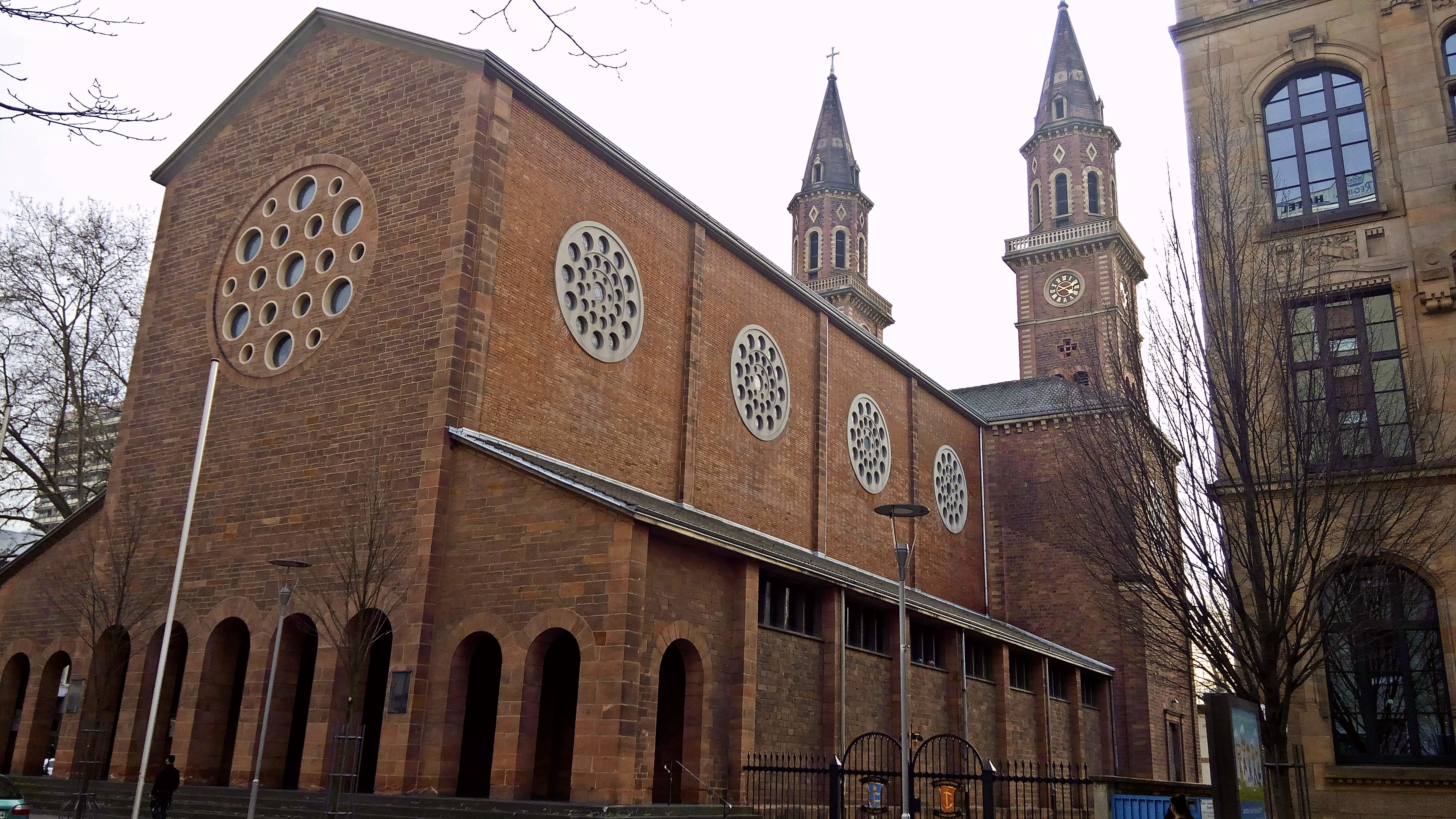
St. Ludwig (2017)
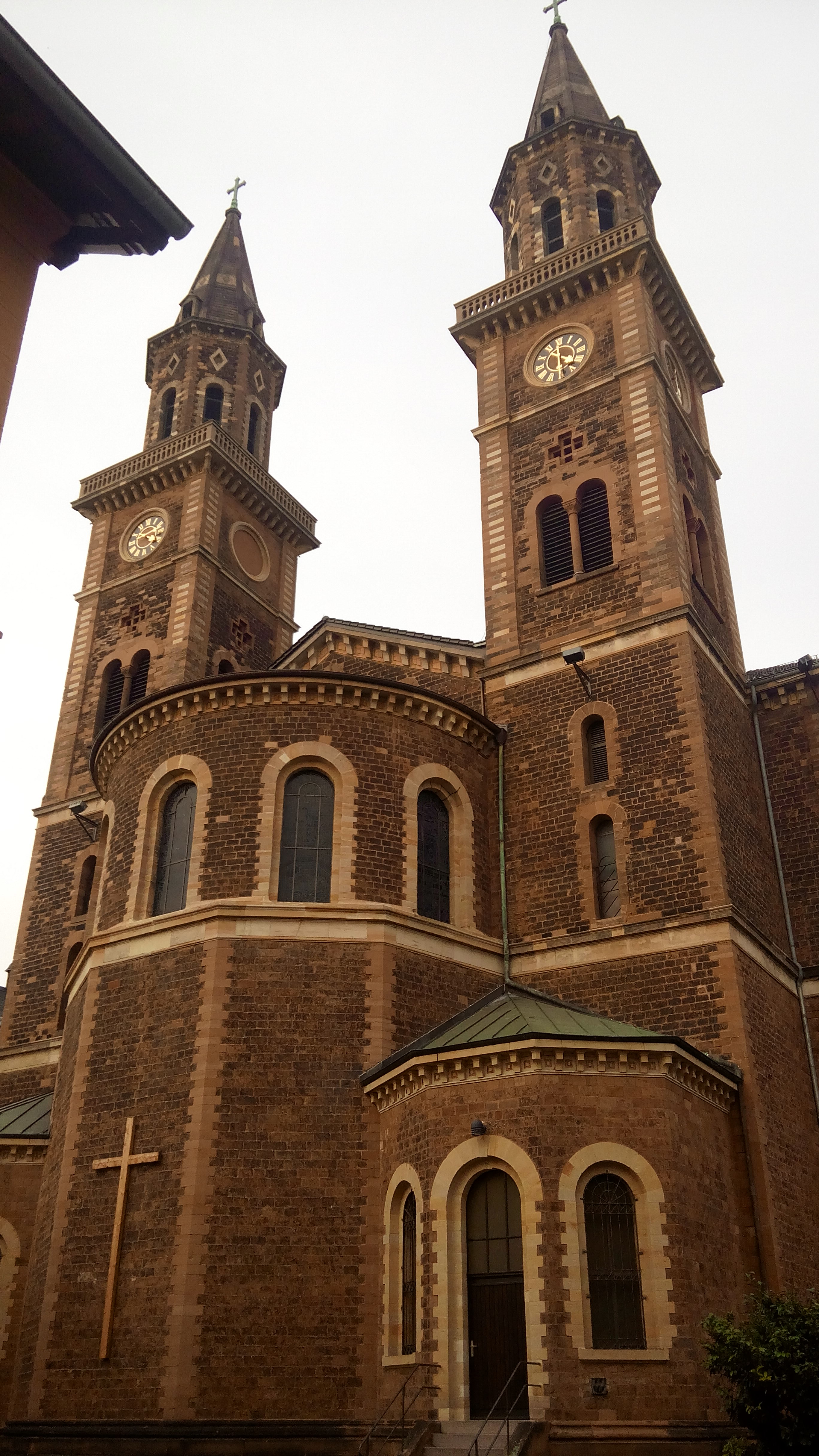
Chorseite mit Türmen
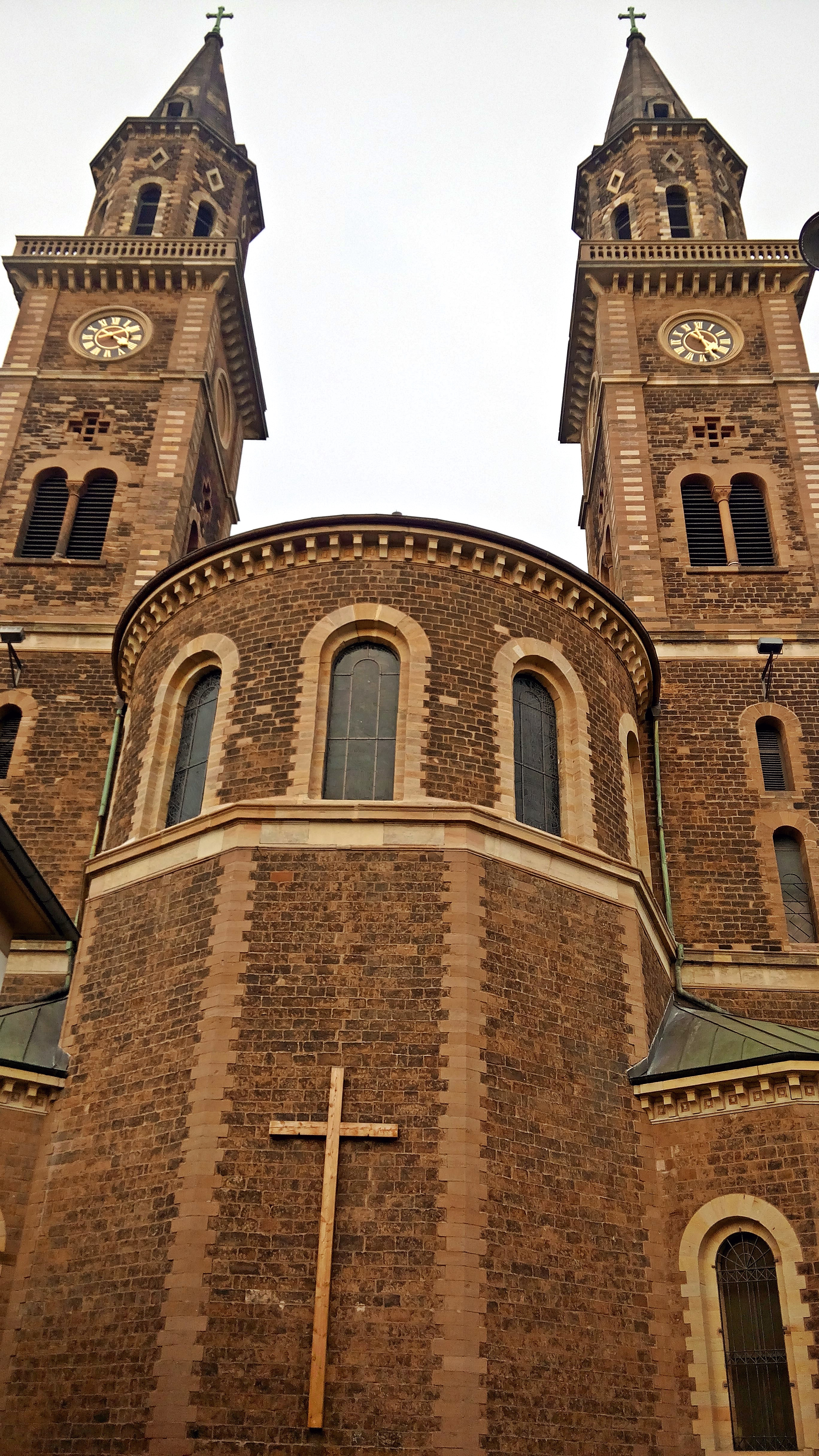
Chor
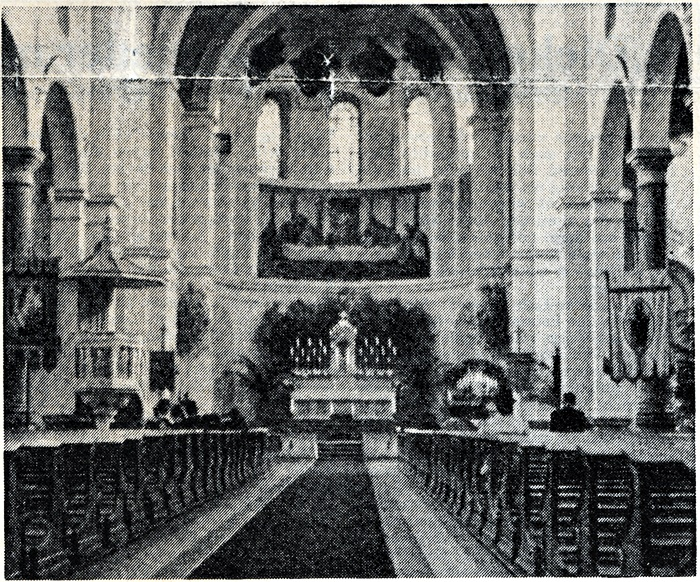
Ludwigskirche, Innenaufnahme, um 1915
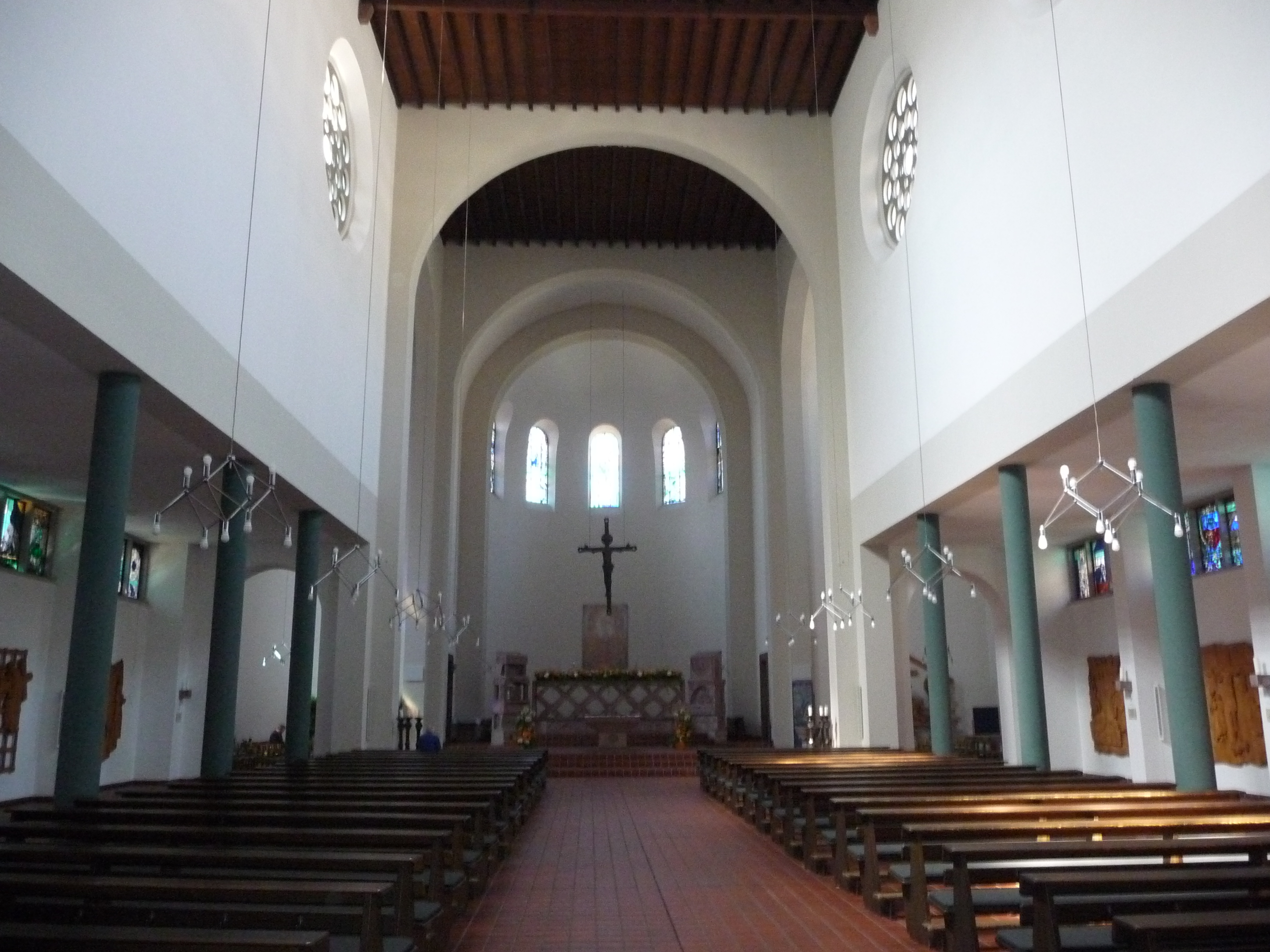
Moderner Innenraum
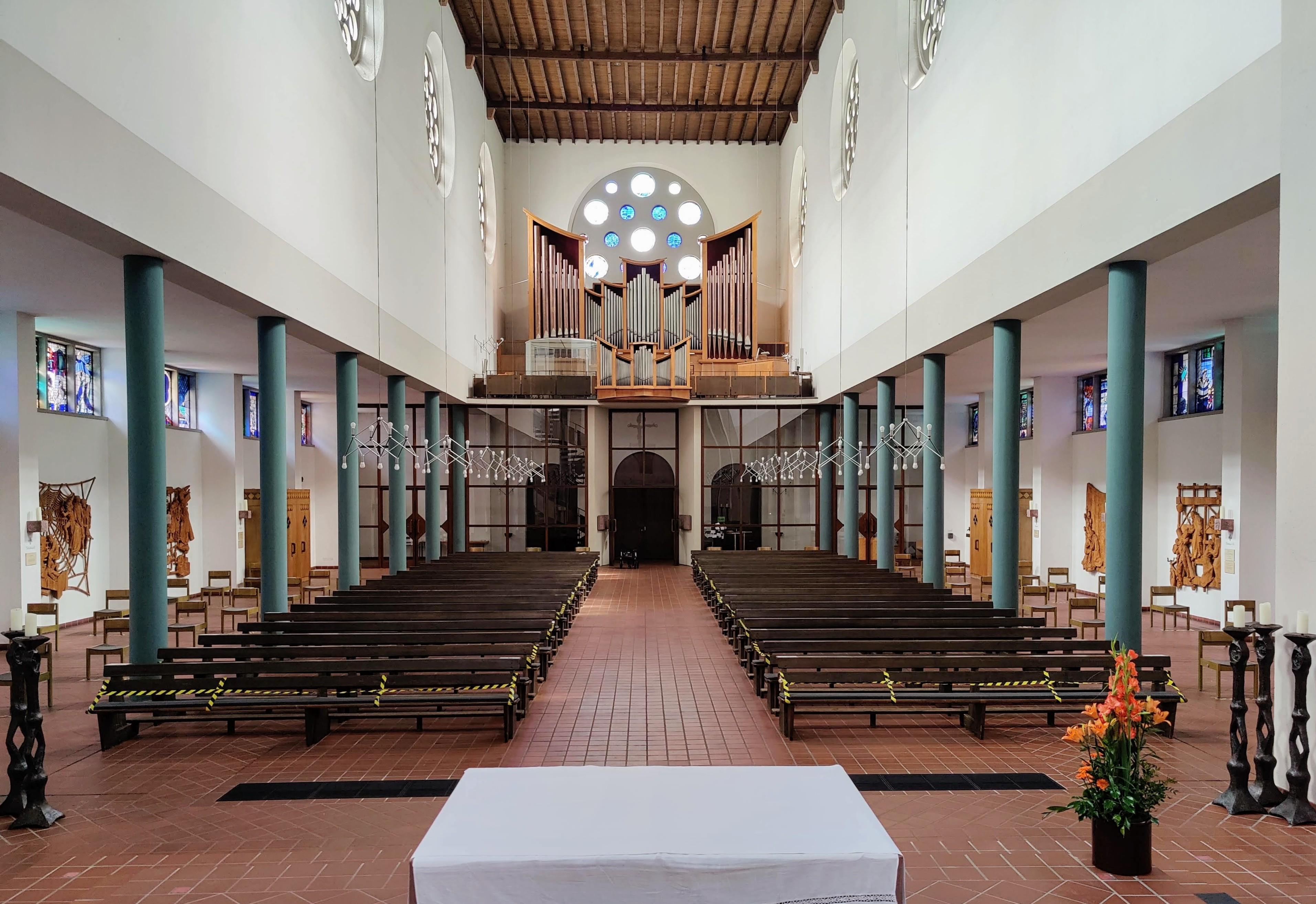
Blick zur Späth-Orgel
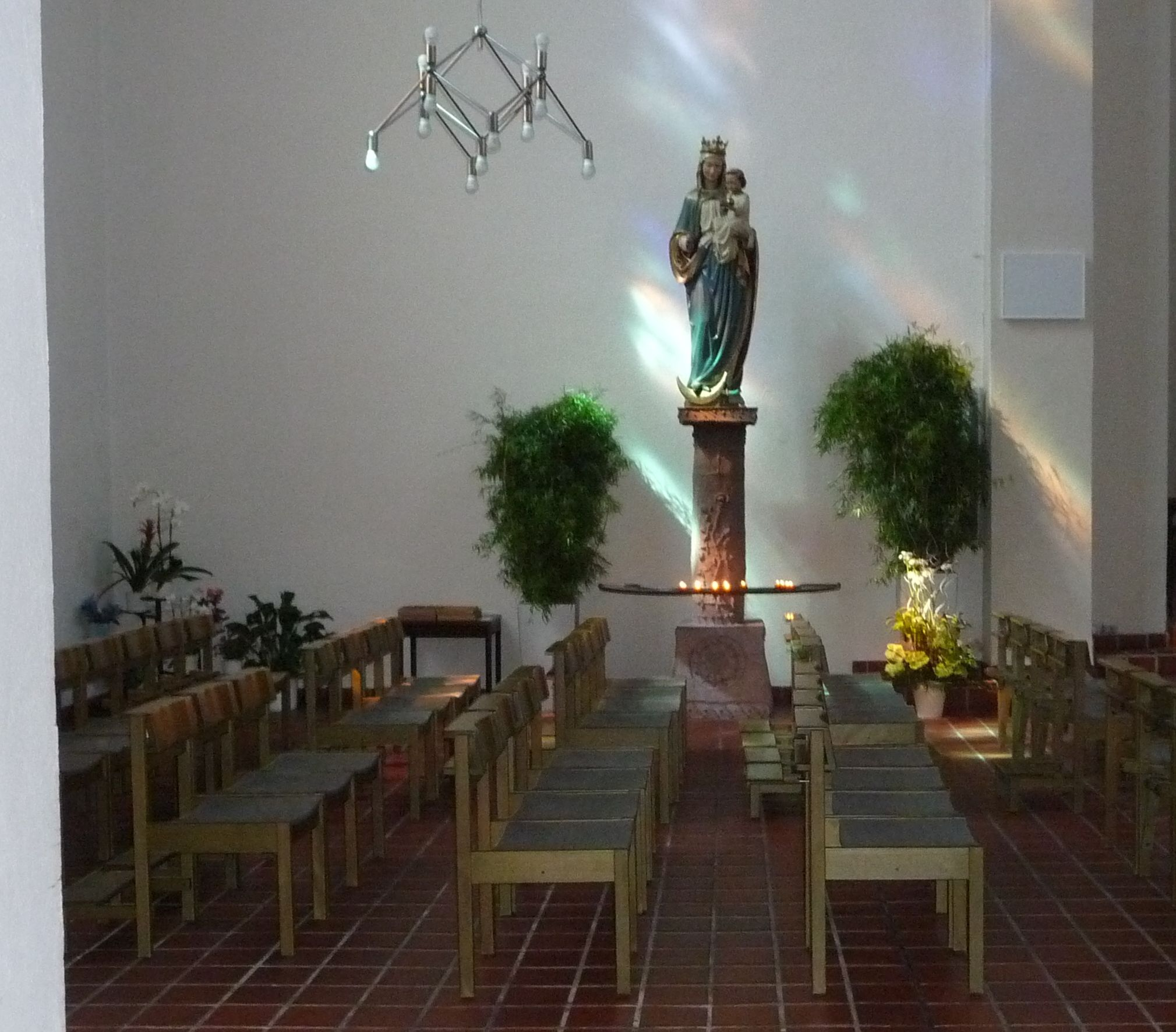
Marienfigur
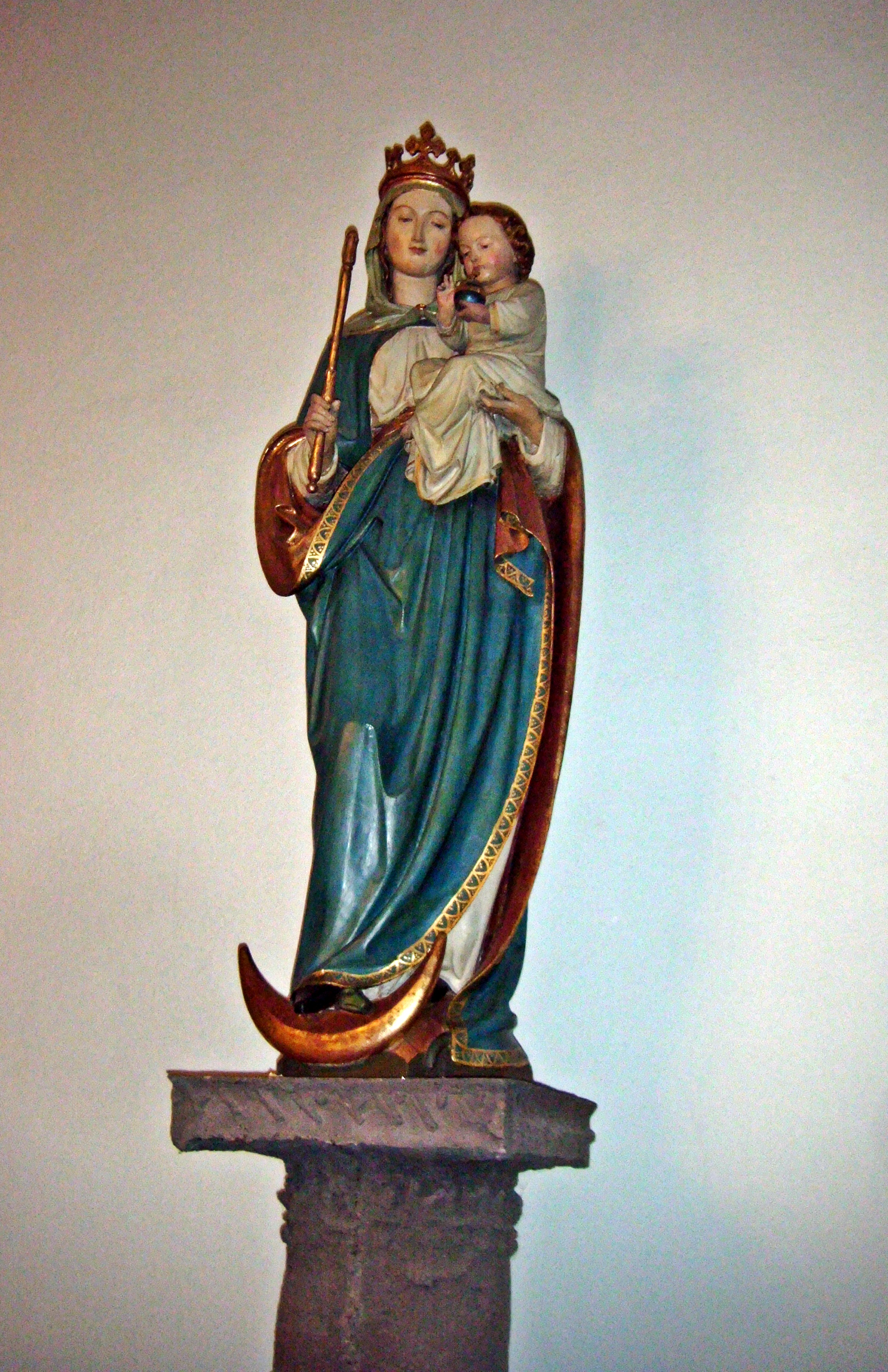
Marienfigur, Nahaufnahme

## Varia

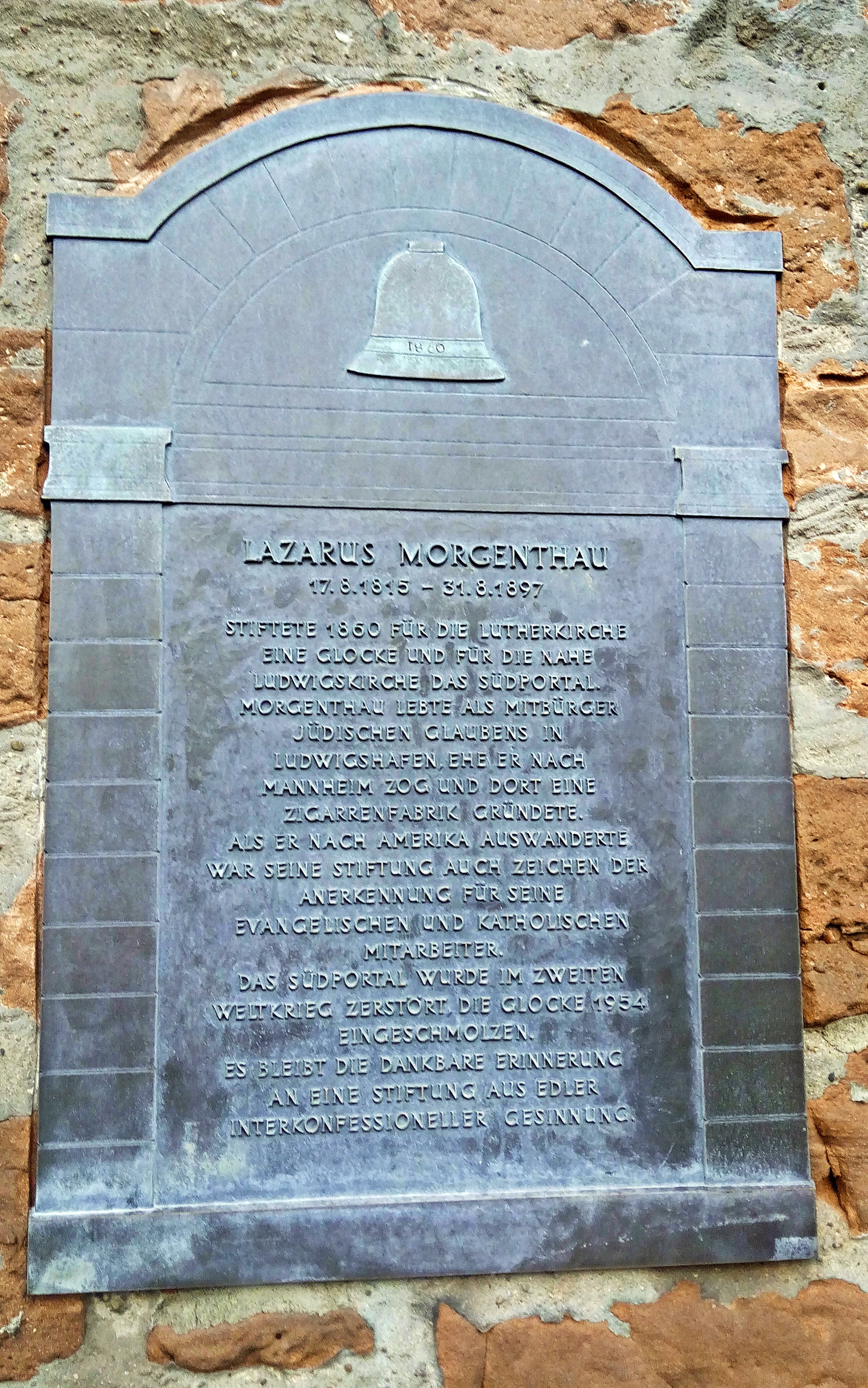
Morgenthau-Gedenktafel, Lutherkirche, Ludwigshafen

Das auf alten Bildern erkennbare, jedoch heute nicht mehr vorhandene Südportal der Kirche (Querhaus) stiftete 1860 der jüdische Ludwigshafener (später Mannheimer) Zigarrenfabrikant Lazarus Morgenthau (1815–1897). Daran erinnert eine Bronzetafel an der Lutherkirche, für die er auch eine Glocke schenkte. Er ist der Großvater von Henry Morgenthau, der Ende des Zweiten Weltkriegs den nach ihm benannten Morgenthau-Plan entwickelte, nach welchem Deutschland zerstückelt und in reine Agrarländer umgewandelt werden sollte.